# Rolls-Royce Droptail
Rolls-Royce Droptail – samochód osobowy klasy ultraluksusowej wyprodukowany pod brytyjską marką Rolls-Royce w 2023 roku.

## Historia i opis modelu
W połowie sierpnia 2023 podczas Monterey Car Week w amerykańskiej Kalifornii Rolls-Royce przedstawił kolejny model specjalny, Droptail, którego proces konstrukcyjny rozpoczął się na początku 2019 roku i był jednym z najdroższych w historii firmy. Z puli produkcyjnej ograniczonej do 4 egzemplarzy, pierwsze dwa zostały zaprezentowane publiczności: najpierw wariant "La Rose Noire", a następnie "Amethyst". Pierwszy model pokryto charakterystycznym, ciemnobordowym lakierem przeplatanym panelami pokrytymi perłową czernią. Malowanie może zmieniać odcień i ubarwienie w zależności od kąta spojrzenia oraz jasności oświetlenia. Podobną techniką wykonano lakier drugiego egzemplarza, który połączył różne odcienie fioletu. Wspólną cechą został duży panel z drewna pokrywający klapę bagażnika, z czego każdy z wariantów otrzymał panel z innego gatunku.
Stylistyka Rolls-Royce'a Droptaila charakteryzuje się mniej kanciastą i foremną koncepcją niż w modelach Phantom lub Ghost. Oprócz standardowej, dużej chromowanej osłony chłodnicy i wysoko osadzonych kanciastych reflektorów, sylwetka zyskała smukle zarysowane błotniki z ostro zakończoną tylną częścią nadwozia. Ręcznie wykonane nadwozie o długości 5,3 metra zyskało nisko poprowadzoną linię dachu z uchylanym górnym panelem w stylu roadsterów. Panel pokryto elektrochromatycznym szkłem, które wyposażono w system regulowania poziomu ciemności i przez to - ilości wpuszczanego do wewnątrz światła.
Dwuosobowa kabina pasażerska otrzymała typowe dla innych produktów firmy wzornictwo, z naciskiem na personalizację wykończenia za pomocą ekskluzywnych materiałów, na bazie skóry i drewna. Centralny ekran multimedialny może zostać schowany pod panelem deski rozdzielczej. Wszystkie panele wykonano ręcznie, z drewnem, którego obróbka zajmuje ok. 50 roboczogodzin.
Do napędu Droptaila wykorzystany został benzynowy, podwójnie turbodoładowany silnik typu V12 o pojemności 6,75 litra, rozwijając zwiększoną wobec innych modeli firmy moc 630 KM i 840 Nm maksymalnego momentu obrotowego.

### Sprzedaż
W momencie premiery w sierpniu 2023 Droptail został określony najdroższym nowym samochodem na świecie, z cenami wahającymi się od 25 do 30 milionów dolarów za sztukę. Łącznie przewidziano zbudowanie samochodów, z czego każdy z nich otrzymał scharakteryzował się ściśle spersonalizowanym wykończeniem, malowaniem i detalami w kabinie pasażerskiej. Każdy z klientów o ukrytej tożsamości został wyselekcjonowany przez brytyjską firmę.

### Silnik
- V12 6.75l 593 KM